# Salsa barbacoa

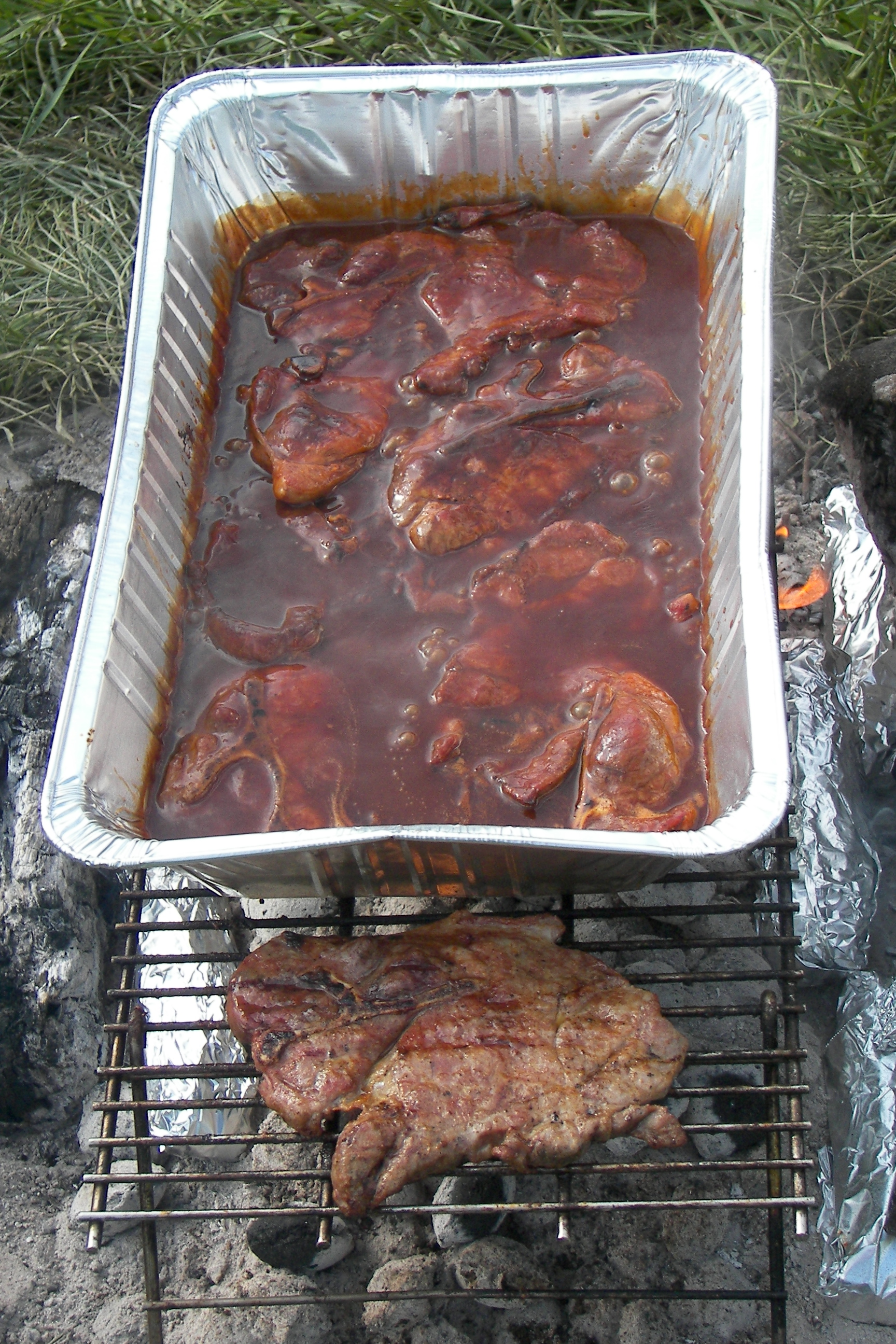
La barbacoa al estilo San Luis con su preparación al aire libre como parte del grill

La salsa barbacoa (en inglés, barbecue sauce o BBQ sauce) es una salsa empleada para dar sabor a ciertos platos a base de carne o para otros usos. Tradicionalmente ha sido empleada para aderezar los filetes de hígado y  corazones. También se emplea como salsa para mojar ingredientes fritos; en algunas ocasiones sirve como alternativa a la salsa de tomate en las pizzas.

## Características
Las salsas barbacoa se pueden combinar entre ácidas y dulces, generalmente llevan condimentos especiados o se hacen eco de un solo sabor. En la mayoría de los casos hacen realce de los sabores ahumados de la barbacoa. Los ingredientes pueden variar desde la salsa de tomate, especias, edulcorantes, miel y también puede contener vinagre. Estas variaciones obedecen a Recetas lugareñas y a especialidades locales.
A nivel comercial, básicamente vendría a ser un kétchup ahumado (adicionado de humo líquido que le da el sabor y color característicos).